# Сідонське святилище Ешмуна
33°35′08″ пн. ш. 35°23′53″ сх. д. / 33.585555555556° пн. ш. 35.398055555556° сх. д.

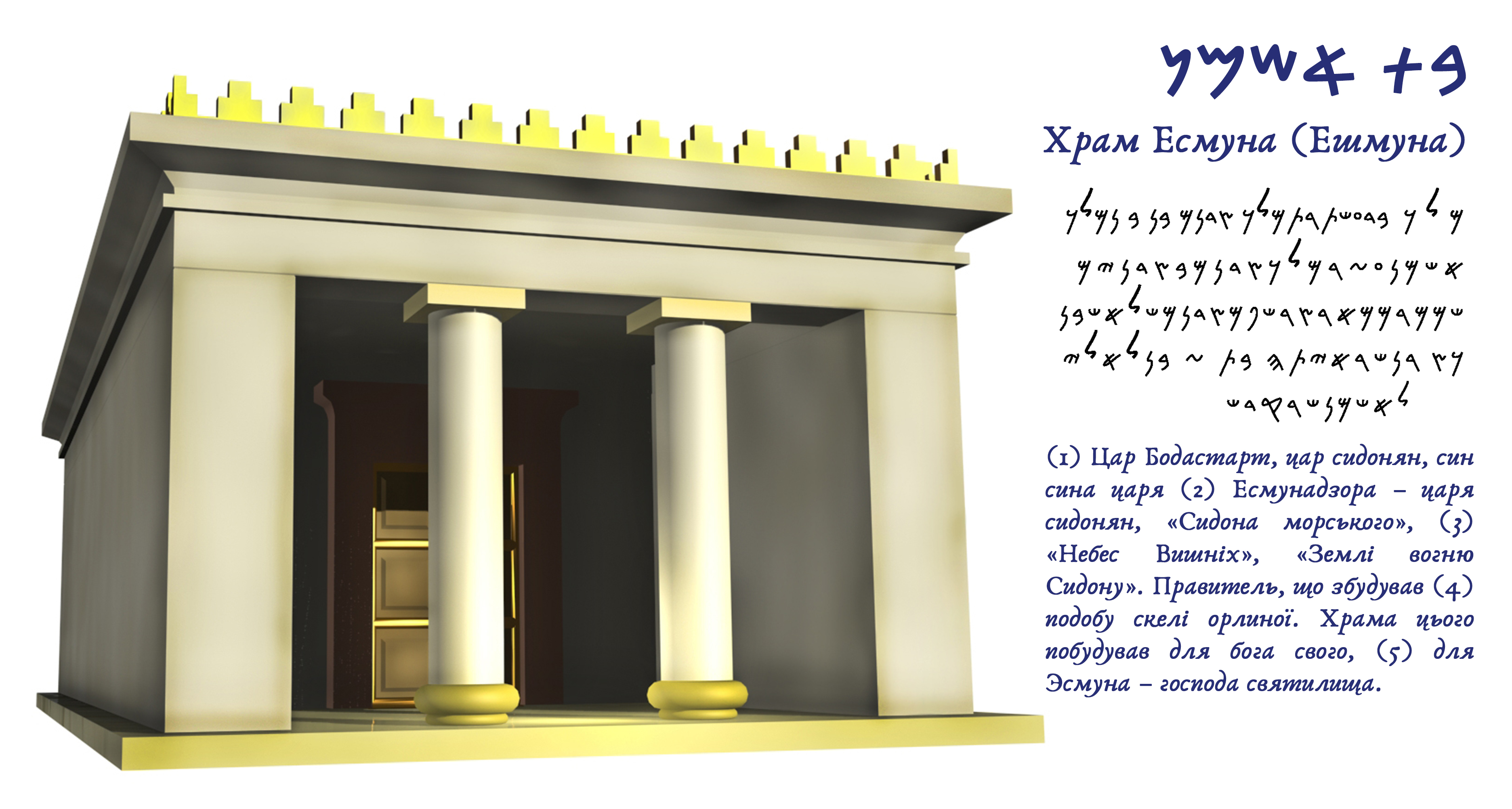
Храм Есмуна (Ешмуна) ост. чв. VI - сер. IV ст. до н.е.

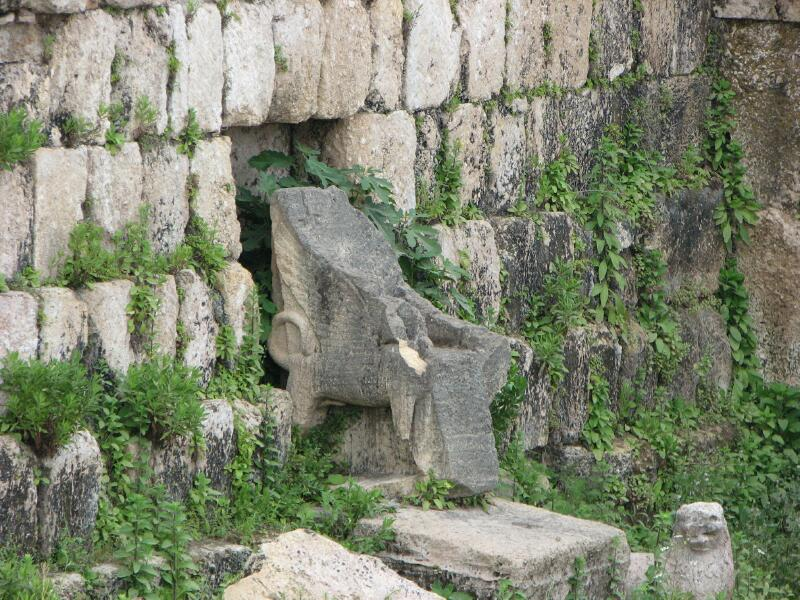
Елемент храму Ешмуна

Сідонське святилище Ешмуна (араб. معبد اشمون) — фінікійський храмовий комплекс 6 століття до н. е. Розташований в місцевості Бустан еш-Шейх за 1 км від ліванського міста Сідон. Головний храм комплексу був присвячений богові родючості та зцілення Ешмуну, який водночас був міським богом фінікійського міста Сідона. 

## Історія
Вибір місця для храму, очевидно, пов'язаний з джерелом, що знаходиться поряд. Досі можна упізнати весь первинний комплекс. До нашого часу зберігся масивний капітелій та два п'єдестали, на яких проводилися жертвопринесення. Один п'єдестал датується 6 ст. до н. е., другий — 4 ст. до н. е. Найдавніша частина комплексу була споруджена в 6 ст. до н. е. Це пірамідоподібна будова, яка має елементи вавилонського впливу. У 5 ст. храм було розбудовано. У візантійський період на території храму було споруджено церкву з численними мозаїками.
З 1996 року Храм Ешмуна занесено до списку пропозицій для комісії ЮНЕСКО зі світової спадщини.